# Bahnstrecke Chodov–Nová Role
| Kursbuchstrecke (SŽ): | 144                  |                                   |                                   |
| Streckenlänge: | 6,453 km             |                                   |                                   |
| Spurweite: | 1435 mm (Normalspur) |                                   |                                   |
| Streckenklasse: | C3                   |                                   |                                   |
| Streckengeschwindigkeit: | 40 km/h              |                                   |                                   |
| |                      |                                   |                                   |
| \| \| \| von Cheb \| \| \| \| \| nach Chomutov \| \| \| \| 0,000 \| Chodov früher Chodau Lokalbahnhof \| Chodov früher Chodau Lokalbahnhof \| \| \| \| Schleppbahn Friedrichschacht \| \| \| \| 2,085 \| Mírová früher Münchhof \| Mírová früher Münchhof \| \| \| \| vlečka Chodoz / Osmoza \| \| \| \| \| vlečka \| \| \| \| 4,250 \| Božičany früher Poschetzau \| Božičany früher Poschetzau \| \| \| \| von Karlovy Vary dolní nádraží \| \| \| \| 6,453 \| Nová Role früher Neurohlau \| Nová Role früher Neurohlau \| \| \| \| nach Johanngeorgenstadt \| \| \| \| \| \| \| \| Quellen: [1][2] \| \| \| \| |                      |                                   |                                   |
| Strecke |                      | von Cheb                          | von Cheb                          |
| Abzweig geradeaus und nach rechts |                      | nach Chomutov                     | nach Chomutov                     |
| Bahnhof | 0,000                | Chodov früher Chodau Lokalbahnhof | Chodov früher Chodau Lokalbahnhof |
| Abzweig geradeaus und nach links |                      | Schleppbahn Friedrichschacht      | Schleppbahn Friedrichschacht      |
| Haltepunkt / Haltestelle | 2,085                | Mírová früher Münchhof            | Mírová früher Münchhof            |
| Abzweig geradeaus und nach links |                      | vlečka Chodoz / Osmoza            | vlečka Chodoz / Osmoza            |
| Abzweig geradeaus und von rechts |                      | vlečka                            | vlečka                            |
| Haltepunkt / Haltestelle | 4,250                | Božičany früher Poschetzau        | Božičany früher Poschetzau        |
| Abzweig geradeaus und von rechts |                      | von Karlovy Vary dolní nádraží    | von Karlovy Vary dolní nádraží    |
| Bahnhof | 6,453                | Nová Role früher Neurohlau        | Nová Role früher Neurohlau        |
| Strecke |                      | nach Johanngeorgenstadt           | nach Johanngeorgenstadt           |
| |                      |                                   |                                   |
| Quellen: |                      |                                   |                                   |

Die Bahnstrecke Chodov–Nová Role ist eine regionale Eisenbahnverbindung in Tschechien, die ursprünglich durch die Österreichische Lokaleisenbahngesellschaft (ÖLEG) als Teil der Lokalbahn Chodau–Neudek errichtet und betrieben wurde. Sie zweigt in Chodov (Chodau) von der Bahnstrecke Chomutov–Cheb ab und führt am Fuß des Erzgebirges nach Nová Role (Neurohlau), wo sie in die Bahnstrecke Karlovy Vary–Johanngeorgenstadt einmündet.
Nach einem Erlass der tschechischen Regierung ist die Strecke seit dem 20. Dezember 1995 als regionale Bahn („regionální dráha“) klassifiziert.

## Geschichte
Die Konzession zum Bau der Lokalbahn Chodau–Neudek erhielt die ÖLEG am 8. September 1880. Eröffnet wurde sie am 2. Oktober 1881 für den Güterverkehr und am 20. Dezember 1881 für den Personenverkehr. Nach der Verstaatlichung der ÖLEG am 1. Januar 1894 ging die Strecke an die k.k. Staatsbahnen (kkStB) über. Die kkStB ordneten den Abschnitt zwischen Neurohlau und Neudek schließlich der 1899 eröffneten Strecke Karlsbad–Johanngeorgenstadt zu.
Nach dem Ersten Weltkrieg traten an Stelle der kkStB die neu gegründeten Tschechoslowakischen Staatsbahnen (ČSD). Der erste Fahrplan der ČSD von 1919 verzeichnete nur fünf Zugfahrten auf der Gesamtstrecke. Ein Teil der Züge wurde auch von und nach Neudek durchgebunden.
Nach der Angliederung des Sudetenlandes an Deutschland im Herbst 1938 kam die Strecke zur Deutschen Reichsbahn, Reichsbahndirektion Dresden. Im Reichskursbuch war die Verbindung nun als Kursbuchstrecke 171f Schwarzenberg (Erzgeb)–Neu Rohlau–Chodau/Karlsbad enthalten. Nach dem Zweiten Weltkrieg kam die Strecke wieder zu den ČSD.

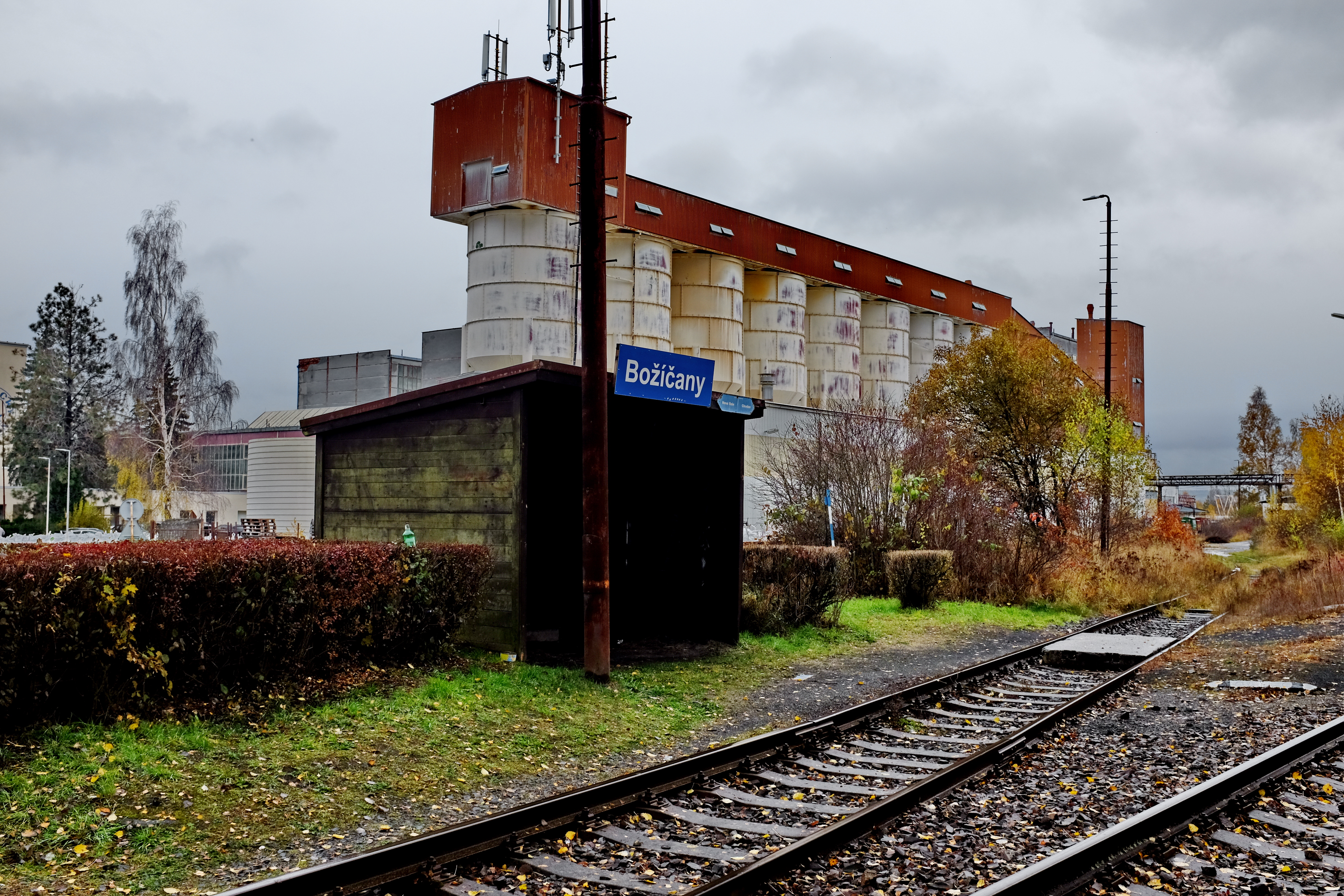
Haltestelle Božičany (2021)

Am 1. Jänner 1993 ging die Strecke im Zuge der Dismembration der Tschechoslowakei an die neu gegründeten České dráhy (ČD) über. Seit 2003 gehört sie zum Netz des staatlichen Infrastrukturbetreibers Správa železniční dopravní cesty (SŽDC), heute: Správa železnic.
Bedingt durch die gesellschaftlichen Umwälzungen infolge der Samtenen Revolution kam es nach 1990 zu einem starken Verkehrsrückgang. Im Jahresfahrplan 1995/96 verzeichnete der Fahrplan noch fünf täglich verkehrende Reisezugpaare. Ein weiteres kam an Werktagen für den Berufsverkehr hinzu. Im Jahr 2011 verkehrte dagegen nur noch ein einziges Reisezugpaar im werktäglichen Berufsverkehr, das von und nach Loket předměstí durchgebunden wurde. Im Jahresfahrplan 2014/2015 sind auf dieser Strecke zwei werktägliche Zugpaare verzeichnet, die von und nach Loket durchgebunden sind.